# 战列巡洋舰列表
战列巡洋舰列表收录有在各个国家曾建造并服役，或者计划建造的所有战列巡洋舰。这些舰只是20世纪上半叶的一种主力舰。它们在排水量、武器和成本上与战列舰相似，但在形态和属性平衡上略有不同。相比于战列舰，战列巡洋舰通常有着更轻薄的装甲以及同时期更高的发动机功率，以获得更大的航速。第一艘战列巡洋舰是在英国在第一次世界大战开始前设计的并建造的。两次世界大战之后，世界各国海军中只有一艘战列巡洋舰得已幸存下来。虽然在这之后，人们对大型“巡洋舰杀手”类型的军舰也重新产生过兴趣，但为了支持需求更高的护卫舰、航空母舰以及货船的建造和维护，很少有国家再次开始建造战列舰或者战列巡洋舰。在后冷战时代，俄罗斯海军基洛夫级导弹巡洋舰也被称为“战列巡洋舰”，是直到21世纪唯一仍在服役的战列巡洋舰。

## 历史
在20世纪上半叶，许多国家的海军曾建造或计划建造战列巡洋舰。这是一种比无畏战列舰速度更快但装甲更少的大型主力艦。第一批战列巡洋舰——无敌级战列巡洋舰出现于1908年，由英国时任第一海務大臣约翰·费舍尔发起设计和建造，比革命性战列舰“无畏”号晚了仅仅两年。同年，德国以自行建造的战列巡洋舰——“冯·德·坦恩”号作为回应。在接下来的十年里，英国和德国分别建造了12艘和6艘战列巡洋舰。与此同时，其他国家也纷纷加入了这场军备竞赛中：“澳大利亚”号于1913年开始在澳大利亚皇家海军服役；日本从1911年到1915年先后建造了四艘金刚级战列巡洋舰；1912年末，俄罗斯开建了四艘博罗季诺级战列巡洋舰，然而都未曾完工。当时另有两个国家曾计划引进战列巡洋舰，但最终都没有落实：法国在1913年到1914年研究了几款战列巡洋舰的设计方案，美国在1916年下单采购了6艘列克星敦级战列巡洋舰，但这批战列巡洋舰的建造活动并未成功开展。
英国和德国的战列巡洋舰在1914年至1918年的第一次世界大战期间十分活跃，参加了包括从赫尔戈兰湾到多格尔沙洲爆发的海战。最著名的则是在1916年5月31日至6月1日爆发的日德兰海战，战斗中德国和英国分别有1艘和3艘战列巡洋舰被击沉。日本的战列巡洋舰在战争期间没有实质上的动作，而德国海军在太平洋的既存实力被英国在战争的头几个月就摧毁了。在战争期间，英国和德国都曾试图建造更多的战列巡洋舰ーー前者的是海军上将级，后者则是马肯森级和约克号代舰级。但由于两国的造舰优先级改变而纷纷倾向于建造更小的军舰，这使得这些战列巡洋舰建造计划并没有完成。战争结束时，德国公海舰队舰只被扣押在斯卡帕湾，随后集体自沉。
第一次世界大战结束后，英国、日本和美国都考虑过建造新的巡洋舰，这其中包括英国的G3级，日本的天城级，以及美国列克星敦级的修订版。但为了避免另一场造成严重后果的海军军备竞赛，这三个国家连同法国和意大利，于1922年签署了《华盛顿海军条约》。条约约定各国均暂停建造新的主力舰，然而其中的一个条款给了英国、日本和美国一个机会，将他们的几艘在建战列巡洋舰改装成航空母舰。在军备限制之下，最终只有少数战列巡洋舰幸存下来。在20世纪30年代，一些国家的海军考虑发展新的“巡洋舰杀手”型战列巡洋舰，包括德国的O级，荷兰的1047方案，以及苏联的喀琅施塔得级。然而于1939年9月爆发的第二次世界大战使所有这些计划都被迫中止了。
在二战期间，各国剩余的战列巡洋舰广泛参与了各场海战，其中许多舰只都被击沉。20世纪30年代，四艘日本金刚级战列巡洋舰被改造成高速战列舰，之后在战斗中全部沉没。三艘依然在服役中的英国战列巡洋舰里，“胡德”号和“却敌”号被击沉，而“声望”号在战后幸存了下来。第二次世界大战结束时另一艘幸存的战列巡洋舰是前德国海军旗下的“戈本”号。在第一次世界大战期间，该舰被转让给了土耳其海军并更名为“严君塞利姆苏丹”号。
此后，各国研究人员又陆续提出了一些新型设计案，包括美国的阿拉斯加级和日本设计的B65级。“阿拉斯加”号被官方归类为“大型巡洋舰”，但许多海军历史学家将其称为战列巡洋舰。二战结束前，美国只建造了其中的两艘。在战后军备退役潮期间，“声望”号和两艘阿拉斯加级被迫退役，并最终报废拆解。世界上仅存的最后一艘战列巡洋舰“严君塞利姆苏丹”号一直坚守到20世纪70年代初，之后该舰也被送到了海上的拆船者手中。仅有苏联一个国家，在战后曾考虑建造战列巡洋舰。由约瑟夫·斯大林倡导的三艘斯大林格勒级战列巡洋舰于20世纪50年代早期开工建造，但在1953年斯大林去世后都被取消。然而，在20世纪70年代，苏联又开始建造一种大型导弹巡洋舰。这种新型的基洛夫级虽然被苏联海军指定为“重型核动力导弹巡洋舰”，但在西方被普遍称为“战列巡洋舰”。

## 表头内容说明
战列巡洋舰的列表包括所有建成、未建成和计划的战列巡洋舰，按入役时间顺序排列。没有最终进入服役的舰只则列出取消日期或项目的最后动作。
| 主炮     | 主炮台的数量和类型                                   |
| 装甲     | 水线装甲带最大厚度                                   |
| 排水量   | 作战时舰只满载排水量                                 |
| 推进器   | 传动轴的数量，推进系统的类型、可提供的最高航速和功率 |
| 服役     | 舰只开建和结束建造的日期以及其最终结局               |
| 龙骨敷设 | 龙骨开始组装的日期                                   |
| 下水日期 | 舰只下水的日期                                       |
| 交付日期 | 舰只交付使用的日期                                   |
| 结局     | 舰只最终结局（例如沉没、拆解）                       |

## 英国
英国是最早开始建造战列巡洋舰的国家，同样也是战列巡洋舰这一概念的创始者。早在19世纪末，英国海军上将约翰·费舍尔就开始发起建造世界上第一艘“全装重型火炮”（All-Big-Gun）战列舰“无畏”号，也就是后世无畏战列舰的概念。而在此之前的战列舰则被划分为“前无畏舰”。与此同时，他又规划出一种装备有与战列舰同等级舰炮的新型军舰。在他的设想中，这种军舰比战列舰航速更快、排水量更小、装甲也更轻量，这就是“战列巡洋舰”（Battlecruiser）。最早的一批三艘战列巡洋舰——无敌级早在1906年战列舰“无畏”号开始建造的时候就已经部署好研制和建造计划。
这种设计理念在行动中最为成功的是战列巡洋舰可以利用她们的速度追击比自己更小型、防御力更弱的军舰。最好的例证就是在福克兰群岛战役中，尽管多次遭到德军炮击，但英军“无敌”号和“不屈”号还是在自身几乎完好无损的情况下击沉了德国装甲巡洋舰“沙恩霍斯特”号和“格奈森瑙”号。但她们在面对重型军舰时就不那么顺利了，1916年在日德兰海战中接连失去了“无敌”号、“不倦”号和“玛丽皇后”号就是明证。所有这三艘战列巡洋舰都被德国海军重型战列巡洋舰击沉，而英军舰员未能有效阻止舰上大火蔓延到弹药库从而引发炮塔爆炸，也是造成舰只损失的原因之一。
在第一次世界大战之前建造的战列巡洋舰中，无敌级和不倦级的水线以上装甲厚度为6英寸（152），装备有8门12英寸（305）的大炮，最高航速为25節（46每小時；29英里每小時）。更先进的战列巡洋舰——两艘“雄狮”级战列巡洋舰、“玛丽皇后”号以及“虎”号——都装备了9英寸（229）厚的水线装甲带，速度超过28節（52每小時；32英里每小時），配备有8门13.5英寸（343）大炮。1914年底，费舍尔海军上将第二次被任命为第一海务大臣，从此开始了“声望”级和“勇敢”级的战时建造工程。这些舰级曾轮番成为世界上航速最快的主力舰，装备了4或6门15英寸（381）的大炮，但是他们的装甲比一般战列舰少，从而换取了出色的航行速度和武器装备。“胡德”号战列巡洋舰是在战争期间建造的，但是根据日德兰海战的经验，该舰经过了大量的重新设计，使用了更多的装甲，以至于直到战后才完工。
战争结束后，英国计划建造G3级战列巡洋舰，这种战列巡洋舰拥有与当时战列舰同级别的武器和装甲配置，只是在与重装战列舰和速度较慢的战列舰相比时才被分类为战列巡洋舰。由于超过了《华盛顿海军条约》的吨位限制，这一计划最终被取消了。在最初的9艘战列巡洋舰中，只有“虎”号战列巡洋舰在《华盛顿条约》之后幸存到20世纪30年代。三艘“勇敢”级战列巡洋舰在20世纪20年代被改装成航空母舰，只有“却敌”号、“声望”号和“胡德”号在二战中作为战列巡洋舰服役。在两次世界大战之间，这三舰都经历了大规模的改装。“胡德”号在丹麦海峡海战中被击沉，“却敌”号在太平洋战争初期被日本飞机击沉，“声望”号在二战后幸存下来并于1948年报废。
| 舰名                               | 主炮                   | 装甲          | 排水量                   | 推进器                                                                                       | 服役                 | 服役           | 服役           | 服役                                                     |
| 舰名                               | 主炮                   | 装甲          | 排水量                   | 推进器                                                                                       | 龙骨敷设             | 下水日期       | 交付日期       | 结局                                                     |
| ---------------------------------- | ---------------------- | ------------- | ------------------------ | -------------------------------------------------------------------------------------------- | -------------------- | -------------- | -------------- | -------------------------------------------------------- |
| “无敌”号 （HMS Invincible）        | 8门12英寸（305）舰炮   | 6英寸（152）  | 20,420長噸（20,748公噸） | 4具螺旋桨，蒸汽轮机，25節（46每小時；29英里每小時），41,000匹指示馬力（31,000千瓦特）        | 1906年4月2日         | 1907年4月13日  | 1909年3月20日  | 1916年5月31日在日德兰海战爆炸                            |
| “不屈”号 （HMS Inflexible）        | 8门12英寸（305）舰炮   | 6英寸（152）  | 20,420長噸（20,748公噸） | 4具螺旋桨，蒸汽轮机，25節（46每小時；29英里每小時），41,000匹指示馬力（31,000千瓦特）        | 1906年2月5日         | 1907年6月26日  | 1908年10月20日 | 1922年出售拆解                                           |
| “不挠”号 （HMS Indomitable）       | 8门12英寸（305）舰炮   | 6英寸（152）  | 20,420長噸（20,748公噸） | 4具螺旋桨，蒸汽轮机，25節（46每小時；29英里每小時），41,000匹指示馬力（31,000千瓦特）        | 1906年3月1日         | 1907年3月16日  | 1908年6月20日  | 1922年出售拆解                                           |
| “不倦”号 （HMS Indefatigable）     | 8门12英寸（305）舰炮   | 6英寸（152）  | 22,430長噸（22,790公噸） | 4具螺旋桨，蒸汽轮机，25節（46每小時；29英里每小時），43,000匹指示馬力（32,000千瓦特）        | 1909年2月23日        | 1909年10月28日 | 1911年2月24日  | 1916年5月31日在日德兰海战爆炸                            |
| “新西兰”号 （HMS New Zealand）     | 8门12英寸（305）舰炮   | 6英寸（152）  | 22,430長噸（22,790公噸） | 4具螺旋桨，蒸汽轮机，25節（46每小時；29英里每小時），44,000匹指示馬力（33,000千瓦特）        | 1910年6月20日        | 1911年7月1日   | 1912年11月19日 | 1922年12月19日出售拆解                                   |
| “雄狮”号 （HMS Lion）              | 8门13.5英寸（343）舰炮 | 9英寸（229）  | 30,820長噸（31,315公噸） | 4具螺旋桨，蒸汽轮机，28節（52每小時；32英里每小時），73,800匹指示馬力（55,000千瓦特）        | 1909年11月29日       | 1910年8月6日   | 1912年6月4日   | 1924年1月31日，作为废品出售拆解                          |
| “大公主”号 （HMS Princess Royal）  | 8门13.5英寸（343）舰炮 | 9英寸（229）  | 30,820長噸（31,315公噸） | 4具螺旋桨，蒸汽轮机，28節（52每小時；32英里每小時），73,800匹指示馬力（55,000千瓦特）        | 1910年5月2日         | 1911年4月24日  | 1912年11月14日 | 1923年8月13日起拆解                                      |
| “玛丽皇后”号 （HMS Queen Mary）    | 8门13.5英寸（343）舰炮 | 9英寸（229）  | 31,844長噸（32,355公噸） | 4具螺旋桨，蒸汽轮机，28節（52每小時；32英里每小時），75,000匹指示馬力（56,000千瓦特）        | 1911年3月6日         | 1912年3月20日  | 1913年9月4日   | 1916年5月31日在日德兰海战爆炸                            |
| “虎”号 （HMS Tiger）               | 8门13.5英寸（343）舰炮 | 9英寸（229）  | 33,260長噸（33,794公噸） | 4具螺旋桨，蒸汽轮机，28節（52每小時；32英里每小時），85,000匹指示馬力（63,000千瓦特）        | 1912年6月6日         | 1913年12月15日 | 1914年10月3日  | 1932年2月出售拆解                                        |
| “声望”号 （HMS Renown）            | 6门15英寸（380）舰炮   | 6英寸（150）  | 32,220長噸（32,737公噸） | 4具螺旋桨，蒸汽轮机，31.5節（58.3每小時；36.2英里每小時），112,000匹指示馬力（84,000千瓦特） | 1915年1月25日        | 1916年3月4日   | 1916年9月20日  | 1948年8月，作为废品出售                                  |
| “却敌”号 （HMS Repulse）           | 6门15英寸（380）舰炮   | 6英寸（150）  | 32,220長噸（32,737公噸） | 4具螺旋桨，蒸汽轮机，31.5節（58.3每小時；36.2英里每小時），112,000匹指示馬力（84,000千瓦特） | 1915年1月25日        | 1916年1月8日   | 1916年11月14日 | 1941年12月10日被日本空袭击沉                             |
| “勇敢”号 （HMS Courageous）        | 4门15英寸（380）舰炮   | 2英寸（51）   | 22,560長噸（22,922公噸） | 4具螺旋桨，蒸汽轮机，32節（59每小時；37英里每小時），90,000匹指示馬力（67,000千瓦特）        | 1915年3月28日        | 1916年2月5日   | 1916年10月28日 | 1939年9月17日被德国海军潜艇U-29号击沉                    |
| “光荣”号 （HMS Glorious）          | 4门15英寸（380）舰炮   | 2英寸（51）   | 22,560長噸（22,922公噸） | 4具螺旋桨，蒸汽轮机，32節（59每小時；37英里每小時），90,000匹指示馬力（67,000千瓦特）        | 1915年5月1日         | 1916年4月20日  | 1916年10月14日 | 1940年6月8日被德国战列舰“沙恩霍斯特”号和“格奈森瑙”号击沉 |
| “暴怒”号 （HMS Furious）           | 2门18英寸（457）舰炮   | 2英寸（51）   | 22,890長噸（23,257公噸） | 4具螺旋桨，蒸汽轮机，32節（59每小時；37英里每小時），90,000匹指示馬力（67,000千瓦特）        | 1915年6月8日         | 1916年8月15日  | 1917年6月26日  | 1948年3月15日，作为废品出售拆解                          |
| “胡德”号 （HMS Hood）              | 8门15英寸（381）舰炮   | 12英寸（305） | 46,680長噸（47,429公噸） | 4具螺旋桨，蒸汽轮机，32節（59每小時；37英里每小時），144,000匹指示馬力（107,000千瓦特）      | 1916年9月1日         | 1918年8月22日  | 1920年5月15日  | 1941年5月24日被“俾斯麦”号战列舰击沉                      |
| “安森”号 （HMS Anson）             | 8门15英寸（381）舰炮   | 12英寸（305） | 46,680長噸（47,429公噸） | 4具螺旋桨，蒸汽轮机，32節（59每小時；37英里每小時），144,000匹指示馬力（107,000千瓦特）      | 1916年11月9日        | 不適用         | 1917年3月暂停  | 1919年2月27日取消                                        |
| “豪”号 （HMS Howe）                | 8门15英寸（381）舰炮   | 12英寸（305） | 46,680長噸（47,429公噸） | 4具螺旋桨，蒸汽轮机，32節（59每小時；37英里每小時），144,000匹指示馬力（107,000千瓦特）      | 1916年10月16日       | 不適用         | 1917年3月暂停  | 1919年2月27日取消                                        |
| “罗德尼”号 （HMS Rodney）          | 8门15英寸（381）舰炮   | 12英寸（305） | 46,680長噸（47,429公噸） | 4具螺旋桨，蒸汽轮机，32節（59每小時；37英里每小時），144,000匹指示馬力（107,000千瓦特）      | 1916年10月9日        | 不適用         | 1917年3月暂停  | 1919年2月27日取消                                        |
| （计划）“无敌”号 （Invincible）    | 9门16英寸（410）舰炮   | 14英寸（356） | 53,909長噸（54,774公噸） | 4具螺旋桨，蒸汽轮机，18座亚罗式细管锅炉，31節（57每小時；36英里每小時）                      | 1921年10月26日下订单 | ー             | ー             | 1922年2月取消                                            |
| （计划）“不屈”号 （Indomitable）   | 9门16英寸（410）舰炮   | 14英寸（356） | 53,909長噸（54,774公噸） | 4具螺旋桨，蒸汽轮机，18座亚罗式细管锅炉，31節（57每小時；36英里每小時）                      | 1921年10月26日下订单 | ー             | ー             | 1922年2月取消                                            |
| （计划）“不挠”号 （Inflexible）    | 9门16英寸（410）舰炮   | 14英寸（356） | 53,909長噸（54,774公噸） | 4具螺旋桨，蒸汽轮机，18座亚罗式细管锅炉，31節（57每小時；36英里每小時）                      | 1921年10月26日下订单 | ー             | ー             | 1922年2月取消                                            |
| （计划）“不倦”号 （Indefatigable） | 9门16英寸（410）舰炮   | 14英寸（356） | 53,909長噸（54,774公噸） | 4具螺旋桨，蒸汽轮机，18座亚罗式细管锅炉，31節（57每小時；36英里每小時）                      | 1921年10月26日下订单 | ー             | ー             | 1922年2月取消                                            |

## 德国

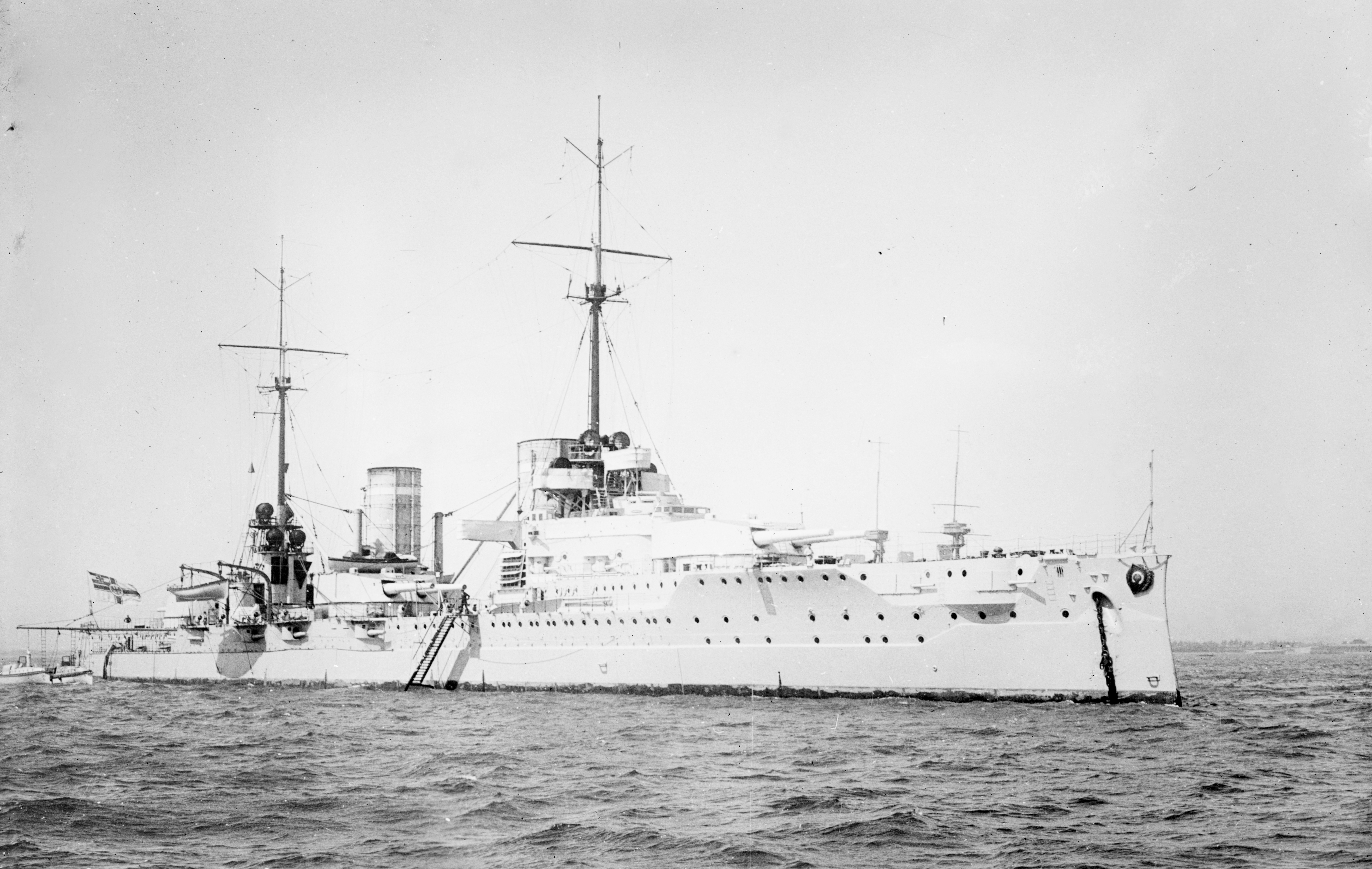
“冯·德·坦恩”号战列巡洋舰是德国海军最早建成的战列巡洋舰。

德意志帝国海军在20世纪上半叶建造一系列战列巡洋舰。这批战列巡洋舰是老式装甲巡洋舰设计的衍生产物，她们设计被用于侦察主战舰队并攻击敌方舰队的侦察部队。德皇威廉二世坚信新型战列巡洋舰能够与战列舰并肩作战，以抵消德军在舰只数量上的劣势。
“冯·德·坦恩”号是德国最早的战列巡洋舰，建造于1908年至1910年间。第一次世界大战开始之前，帝国海军最终又建造4艘战列巡洋舰服役于公海舰队，另外两艘在战争期间完成建造。原计划再追加7艘，包括4艘马肯森级和3艘约克号代替舰级。马肯森级其中两艘——“马肯森”号和“施佩伯爵”号，曾成功下水但从未完工。另外两艘舰只在战争快结束时被取消，当时她们正处于早期建造阶段。而3艘约克号代替舰级舰只的实际建造工作则从未展开。
在第一次世界大战之前或期间完成建造的7艘战列巡洋舰中，有6艘在北海进行相对激烈的战斗。除了“戈本”号被分配到德国地中海分队之外，所有战列巡洋舰都被分配到第一侦查集群，由弗朗茨·冯·希佩尔海军上将指挥。1914年至1916年间，該舰队对英国海岸进行多次袭击，並在1916年5月31日至6月1日爆发的日德兰海战期间达到高潮，其中該舰队希望将部分英国舰队引往德国战列舰战列线。德军的旗舰“吕佐夫”号在返回港口的途中被船员凿沉，舰队其他舰只也都受到严重损伤。在战斗中“冯·德·坦恩”号击沉英军“不倦”号战列巡洋舰，“塞得利茨”号击沉“玛丽皇后”号，“德弗林格尔”号和“吕佐夫”号一起击沉“无敌”号。战争结束后，剩下的5艘战列巡洋舰——“冯·德·坦恩”号、“毛奇”号、“塞得利茨”号、“德弗林格尔”号和“兴登堡”号与大部分德国舰队一起被扣押在英国斯卡帕湾海军基地。这些舰只后来在1919年被舰上官兵凿沉，防止它们落入协约国的手中。“戈本”号在一战爆发初期移交给奥斯曼帝国海军，并在战争的大部分时间里与俄罗斯黑海舰队作战。战争快结束时，该舰被英国海军的水雷严重损坏，但后来得到修复，并继续为土耳其海军服役直到1950年代，最终在1970年代被拆解。
德意志帝国海军的最终继承者——纳粹德国海军，在第二次世界大战之前，曾考虑建造3艘O级战列巡洋舰，作为Z计划海军建设的一部分。然而，由于1939年第二次世界大战爆发，这些计划被搁置，没有一艘舰只被建造完成。
| 舰名                    | 主炮                  | 装甲             | 排水量                   | 推进器                                                                                             | 服役          | 服役           | 服役          | 服役                                                            |
| 舰名                    | 主炮                  | 装甲             | 排水量                   | 推进器                                                                                             | 龙骨敷设      | 下水日期       | 交付日期      | 结局                                                            |
| ----------------------- | --------------------- | ---------------- | ------------------------ | -------------------------------------------------------------------------------------------------- | ------------- | -------------- | ------------- | --------------------------------------------------------------- |
| “冯·德·坦恩”号 （SMS Von der Tann）     | 8门280（11英寸）舰炮  | 25（9.8英寸）    | 21,300公噸（21,000長噸） | 4具螺旋桨，帕森斯汽轮机，27.75節（51.39每小時；31.93英里每小時），43,600匹指示馬力（32,500千瓦特） | 1908年3月21日 | 1909年3月20日  | 1910年9月1日  | 1919年6月21日在斯卡帕湾自沉，其残骸于1930年代在罗赛斯拆解       |
| “毛奇”号 （SMS Moltke）           | 10门280（11英寸）舰炮 | 28（11英寸）     | 25,400公噸（25,000長噸） | 4具螺旋桨，帕森斯汽轮机，28.4節（52.6每小時；32.7英里每小時），52,000匹指示馬力（39,000千瓦特）    | 1908年12月7日 | 1910年4月7日   | 1911年8月30日 | 1919年6月21日在斯卡帕湾自沉，其残骸于1927年在罗赛斯拆解         |
| “戈本”号 （SMS Goeben）           | 10门280（11英寸）舰炮 | 28（11英寸）     | 25,400公噸（25,000長噸） | 4具螺旋桨，帕森斯汽轮机，28節（52每小時；32英里每小時），52,000匹指示馬力（39,000千瓦特）          | 1909年8月28日 | 1911年3月28日  | 1912年7月2日  | 1914年8月16日移交给奥斯曼帝国，1973年拆解                       |
| “塞得利茨”号 （SMS Seydlitz）       | 10门280（11英寸）舰炮 | 30.5（12.0英寸） | 28,550公噸（28,100長噸） | 4具螺旋桨，帕森斯汽轮机，28.1節（52.0每小時；32.3英里每小時），63,000匹指示馬力（47,000千瓦特）    | 1911年2月4日  | 1912年3月30日  | 1913年5月22日 | 1919年6月21日在斯卡帕湾自沉，其残骸于1928年在罗赛斯拆解         |
| “德弗林格尔”号 （SMS Derfflinger）     | 8门305（12英寸）舰炮  | 30.5（12.0英寸） | 31,200公噸（30,700長噸） | 4具螺旋桨，帕森斯汽轮机，26.5節（49.1每小時；30.5英里每小時），63,000匹指示馬力（47,000千瓦特）    | 1912年3月30日 | 1913年7月12日  | 1914年9月1日  | 1919年6月21日在斯卡帕湾自沉，1939年被捞起，1946年后拆解         |
| “吕佐夫”号 （SMS Lützow）         | 8门305（12英寸）舰炮  | 30.5（12.0英寸） | 31,200公噸（30,700長噸） | 4具螺旋桨，帕森斯汽轮机，26.4節（48.9每小時；30.4英里每小時），63,000匹指示馬力（47,000千瓦特）    | 1912年5月     | 1913年11月29日 | 1915年8月8日  | 1916年6月1日于日德兰海战遭到严重破坏后自沉                      |
| “兴登堡”号 （SMS Hindenburg）         | 8门305（12英寸）舰炮  | 30.5（12.0英寸） | 31,500公噸（31,000長噸） | 4具螺旋桨，帕森斯汽轮机，26.6節（49.3每小時；30.6英里每小時），72,000匹指示馬力（54,000千瓦特）    | 1913年10月1日 | 1915年8月1日   | 1917年5月10日 | 1919年6月21日在斯卡帕湾自沉，1930年被捞起，1930年至1932年间拆解 |
| 「馬肯森」號            | 8门350（14英寸）舰炮  | 305（12.0英寸）  | 35,300公噸（34,700長噸） | 4具螺旋桨，帕森斯汽轮机，28節（52每小時；32英里每小時）                                            | 1914年        | 1917年4月21日  | ー            | 1919年11月17日取消建造，1922年拆解                              |
| 「施佩伯爵」號          | 8门350（14英寸）舰炮  | 305（12.0英寸）  | 35,300公噸（34,700長噸） | 4具螺旋桨，帕森斯汽轮机，28節（52每小時；32英里每小時）                                            | 1915年        | 1917年9月15日  | ー            | 1919年11月17日取消建造，1921年至1922年间拆解                    |
| 「艾特爾·腓特烈親王」號 | 8门350（14英寸）舰炮  | 305（12.0英寸）  | 35,300公噸（34,700長噸） | 4具螺旋桨，帕森斯汽轮机，28節（52每小時；32英里每小時）                                            | 1915年5月1日  | 1920年3月13日  | ー            | 1921年拆解                                                      |
| “俾斯麦侯爵”号          | 8门350（14英寸）舰炮  | 305（12.0英寸）  | 35,300公噸（34,700長噸） | 4具螺旋桨，帕森斯汽轮机，28節（52每小時；32英里每小時）                                            | 1915年11月3日 | ー             | ー            | 还没下水就于1919年11月17日取消建造，1922年拆解                  |
| “约克”号代舰            | 8门381（15英寸）舰炮  | 30.5（12.0英寸） | 38,000公噸（37,400長噸） | 4具螺旋桨，帕森斯汽轮机，27.3節（50.6每小時；31.4英里每小時）                                      | 1916年        | ー             | ー            | 在完工前26个月取消建造                                          |
| “格奈森瑙”号代舰        | 8门381（15英寸）舰炮  | 30.5（12.0英寸） | 38,000公噸（37,400長噸） | 4具螺旋桨，帕森斯汽轮机，27.3節（50.6每小時；31.4英里每小時）                                      | 1916年        | ー             | ー            | 在完工前26个月取消建造                                          |
| “沙恩霍斯特”号代舰      | 8门381（15英寸）舰炮  | 30.5（12.0英寸） | 38,000公噸（37,400長噸） | 4具螺旋桨，帕森斯汽轮机，27.3節（50.6每小時；31.4英里每小時）                                      | 1916年        | ー             | ー            | 在完工前26个月取消建造                                          |
| O舰                     | 6门381（15英寸）舰炮  | 19（7.5英寸）    | 35,400長噸（36,000公噸） | 3具螺旋桨，8个24缸柴油发动机，1个汽轮机，35節（65每小時；40英里每小時）                            | ー            | ー             | ー            | 第二次世界大战爆发后取消                                        |
| P舰                     | 6门381（15英寸）舰炮  | 19（7.5英寸）    | 35,400長噸（36,000公噸） | 3具螺旋桨，8个24缸柴油发动机，1个汽轮机，35節（65每小時；40英里每小時）                            | ー            | ー             | ー            | 第二次世界大战爆发后取消                                        |
| Q舰                     | 6门381（15英寸）舰炮  | 19（7.5英寸）    | 35,400長噸（36,000公噸） | 3具螺旋桨，8个24缸柴油发动机，1个汽轮机，35節（65每小時；40英里每小時）                            | ー            | ー             | ー            | 第二次世界大战爆发后取消                                        |

## 日本
历史上，日本海军在20世纪第一个十年期间曾计划并建造8艘战列巡洋舰，最终建成4艘。这些战列巡洋舰都是装甲巡洋舰概念的衍生产物。在日俄战争末期的对马海峡海战中，日本海军的装甲巡洋舰成功歼灭俄羅斯帝國海軍第二太平洋舰队。在此之后，日本人立即将注意力转向另外两个在太平洋上争夺霸权地位的对手：英国和美国。日本海军的规划者们估计，在与美国海军发生的任何冲突中，日本方面都需要一支至少有美国70%实力的舰队，才有获胜的把握。为此发展出由8艘战列舰和8艘战列巡洋舰组成一条紧密战列线的八八艦隊构想。日本人设想并设计能够与重装甲的战列舰并肩作战的战列巡洋舰以抵消美军在舰只数量上的优势。这一思路与德意志帝国海军相似，而与英国皇家海军则不同。
八八舰队计划的第一阶段始于1910年，当时日本国会授权拨款建造一艘战列舰（“扶桑”号）和4艘金刚级战列巡洋舰。由英国船舶设计师乔治·瑟斯顿设计的金刚级战列巡洋舰，其首舰由维克斯造船和工程公司在英国建造，其余3艘则在日本建造。建成时，她们都装备有8门14英寸（356）主炮，最高航速达27.5節（31.6英里每小時；50.9每小時），是当时最先进的主力舰。第一次世界大战最激烈的时期，日本海军又订购4艘天城级战列巡洋舰。这一级战列巡洋舰计划装备10门16英寸（406）主炮，但是由于《华盛顿海军条约》限制日本、英国和美国海军的规模，她们最终都没能作为战列巡洋舰完工。第二次世界大战开战前，海军省又规划两艘战列巡洋舰（B-65级设计案），但是更紧迫的海军造舰任务和不稳定的战争局势使得这些舰只从未进入到实际建造阶段。
日本8艘战列巡洋舰（4艘金刚级和4艘天城级），最终没有一艘在第二次世界大战后幸存下来。1923年，“天城”号在建造中途遭遇关东大地震，舰体严重损坏，不得不拆解。而根据《华盛顿海军条约》，“爱宕”号和“高雄”号也在1924年中止建造并拆解。“赤城”号在1920年代被改建为航空母舰，但在1942年6月5日的中途岛海战中遭到美军舰载机轰炸而严重损毁，其后被凿沉。4艘金刚级舰只也全部在战斗中沉没。其中“比叡”号和“雾岛”号在1942年11月的瓜达尔卡纳尔海战中沉没，“金刚”号在1944年11月被美国潜艇击沉，“榛名”号于1945年7月在吴港被美军轰炸机击沉。
| 舰名                    | 主炮                   | 装甲           | 排水量                   | 推进器 | 服役           | 服役           | 服役               | 服役                                               |
| 舰名                    | 主炮                   | 装甲           | 排水量                   | 推进器 | 龙骨敷设       | 下水日期       | 交付日期           | 结局                                               |
| ----------------------- | ---------------------- | -------------- | ------------------------ | --- | -------------- | -------------- | ------------------ | -------------------------------------------------- |
| “金刚”号                | 8门14.0英寸（356）     | 8英寸（203）   | 27,500長噸（27,941公噸） | 4具螺旋桨，直接传动蒸汽轮机，建成时27.5節（50.9每小時；31.6英里每小時），后期30.5節（56.5每小時；35.1英里每小時） | 1911年1月17日  | 1912年5月18日  | 1913年8月16日      | 1944年11月21日在台湾海峡被美军海狮号潜艇以鱼雷击沉 |
| “比叡”号                | 8门14.0英寸（356）     | 8英寸（203）   | 27,500長噸（27,941公噸） | 4具螺旋桨，直接传动蒸汽轮机，建成时27.5節（50.9每小時；31.6英里每小時），后期30.5節（56.5每小時；35.1英里每小時） | 1911年11月4日  | 1912年11月21日 | 1914年8月4日       | 1942年11月13日在瓜达尔卡纳尔海战中战沉             |
| “榛名”号                | 8门14.0英寸（356）     | 8英寸（203）   | 27,500長噸（27,941公噸） | 4具螺旋桨，直接传动蒸汽轮机，建成时27.5節（50.9每小時；31.6英里每小時），后期30.5節（56.5每小時；35.1英里每小時） | 1912年3月16日  | 1913年12月14日 | 1915年4月19日      | 在吴港海军基地被空袭击沉，1945年7月28日            |
| “雾岛”号                | 8门14.0英寸（356）     | 8英寸（203）   | 27,500長噸（27,941公噸） | 4具螺旋桨，直接传动蒸汽轮机，建成时27.5節（50.9每小時；31.6英里每小時），后期30.5節（56.5每小時；35.1英里每小時） | 1912年3月17日  | 1913年12月1日  | 1915年4月19日      | 1942年11月15日在瓜达尔卡纳尔海战中战沉             |
| “天城”号                | 10门16英寸（406）舰炮  | 10英寸（254）  | 46,000長噸（46,738公噸） | 4具螺旋桨，蒸汽涡轮机，30節（56每小時；35英里每小時）                                                             | 1920年12月16日 | ー             | 1923年11月（计划） | 计划改建为航空母舰，因在地震中受损，取消建造并拆解 |
| “赤城”号                | 10门16英寸（406）舰炮  | 10英寸（254）  | 46,000長噸（46,738公噸） | 4具螺旋桨，蒸汽涡轮机，30節（56每小時；35英里每小時）                                                             | 1920年12月6日  | ー             | 1923年12月         | 改建成为航空母舰                                   |
| “爱宕”号                | 10门16英寸（406）舰炮  | 10英寸（254）  | 46,000長噸（46,738公噸） | 4具螺旋桨，蒸汽涡轮机，30節（56每小時；35英里每小時）                                                             | 1921年11月22日 | ー             | 1924年12月         | 取消建造并拆解                                     |
| “高雄”号                | 10门16英寸（406）舰炮  | 10英寸（254）  | 46,000長噸（46,738公噸） | 4具螺旋桨，蒸汽涡轮机，30節（56每小時；35英里每小時）                                                             | 1921年12月19日 | ー             | 1924年12月         | 取消建造并拆解                                     |
| 船厂编号795号（未命名） | 9门12.2英寸（310）舰炮 | 7.5英寸（191） | 34,000長噸（35,000公噸） | 4套齿轮传动式涡轮机，8个锅炉，34節（63每小時；39英里每小時）                                                      | ー             | ー             | 1945年（计划）     | 由于战争而没有正式下单建造                         |
| 船厂编号796号（未命名） | 9门12.2英寸（310）舰炮 | 7.5英寸（191） | 34,000長噸（35,000公噸） | 4套齿轮传动式涡轮机，8个锅炉，34節（63每小時；39英里每小時）                                                      | ー             | ー             | 1946年（计划）     | 由于战争而没有正式下单建造                         |

## 苏联和俄罗斯
1905年日俄战争结束后，俄罗斯海军总参谋部决定组建一支快速“装甲巡洋舰”（俄语：Броненосный крейсер）分舰队，其可以利用她们的高速机动能力抢占有利阵形，打击敌方战列线的先头舰只，类似对马海峡海战期间大日本帝国海军东乡平八郎海军大将对俄国舰队所采取的战略。这一理念与英国皇家海军以及德意志帝国公海舰队所设想对战列巡洋舰的主要定位大相径庭。后者主要将战列巡洋舰用于执行包括为主力舰队侦察情况和攻击敌方侦察部队的任务。而英国皇家海军也出于类似的战术策略，研制出伊莉莎白女王级高速战列舰，这种战列舰可以迫使敌方的舰队进行正面交锋，并且有足够的防护能力来抵御任何类型舰只的攻击。然而，接连而至的第一次世界大战和俄国内战打断了博罗季诺级舰只的建造工程，未建成船体都被迫拆解。
20年后，苏联海军发布一项新的造舰需求，其要求建造一种能够对抗敌方巡洋舰的舰只。但其设计经过发展，修改成要可以与德国的袖珍战列舰相抗衡。之后再经过修改，以便与沙恩霍斯特级战列舰在战力上旗鼓相当。两艘相关设计的舰只在1939年安放龙骨。然而由于她们的新型舰炮的研发进度远远落后于舰体的建造进度和1940年从德国订购6座381（15英寸）口径双联装炮塔。即便如此，1941年6月巴巴罗萨行动开始时，苏方甚至还没有收到炮塔和舰炮的施工图纸以便进行进一步的建造工程。两艘舰只的舰体在1947年被下令拆解。
苏联海军在第二次世界大战期间恢复对“巡洋舰杀手”的需求。但由于相关单位在对具体武器装备、航速和排水量的问题进行大量的争论，设计周期十分漫长。约瑟夫·斯大林是这些舰只建造计划的重要支持者，他甚至越过海军的需求，亲自做出许多重要决定。因此，在他于1953年去世后，三舰的建造计划很快就被取消。完成度最高的首舰舰体被用作靶舰，另外两艘在船台就地拆解。
在1970年代，苏联海军开始一个新的造舰项目，旨在建造一种能同时容纳防空、反舰和反潜导弹的核电推进舰只。这种类型的舰只被苏联归类为“重型核动力导弹巡洋舰”（俄语：тяжёлый атомный ракетный крейсер），最终成为第二次世界大战结束后建造的最大非航空母舰水面舰只，其在西方则被称为战列巡洋舰。
| 舰名                           | 主炮                            | 装甲                                | 排水量                   | 推进器 | 服役           | 服役           | 服役                     |
| 舰名                           | 主炮                            | 装甲                                | 排水量                   | 推进器 | 龙骨敷设       | 下水           | 结局                     |
| ------------------------------ | ------------------------------- | ----------------------------------- | ------------------------ | --- | -------------- | -------------- | ------------------------ |
| “伊兹梅尔”号 （俄语：Измаил）        | 12门356（14英寸）舰炮           | 237.5（9.4英寸）                    | 36,646長噸（37,234公噸） | 4具螺旋桨，2个高压脉冲反应汽轮机，2个低压反应汽轮机，26.5節（49.1每小時；30.5英里每小時）                  | 1912年12月19日 | 1915年6月22日  | 1931年拆解               |
| “博罗季诺”号 （俄语：Бородино）        | 12门356（14英寸）舰炮           | 237.5（9.4英寸）                    | 36,646長噸（37,234公噸） | 4具螺旋桨，2个高压脉冲反应汽轮机，2个低压反应汽轮机，26.5節（49.1每小時；30.5英里每小時）                  | 1912年12月19日 | 1915年7月31日  | 1923年8月21日出售拆解    |
| “金布恩”号 （俄语：Кинбурн）          | 12门356（14英寸）舰炮           | 237.5（9.4英寸）                    | 36,646長噸（37,234公噸） | 4具螺旋桨，2个高压脉冲反应汽轮机，2个低压反应汽轮机，26.5節（49.1每小時；30.5英里每小時）                  | 1912年12月19日 | 1915年10月30日 | 1923年8月21日出售拆解    |
| “纳瓦林”号 （俄语：Наварин）          | 12门356（14英寸）舰炮           | 237.5（9.4英寸）                    | 36,646長噸（37,234公噸） | 4具螺旋桨，2个高压脉冲反应汽轮机，2个低压反应汽轮机，26.5節（49.1每小時；30.5英里每小時）                  | 1912年12月19日 | 1916年11月9日  | 1923年8月21日出售拆解    |
| “喀琅施塔得”号 （俄语：Кронштадт）      | 6门381（15英寸）舰炮            | 230（9.1英寸）                      | 42,831公噸（42,155長噸） | 3具螺旋桨，减速齿轮传动的布朗-博韦里蒸汽轮机，32節（59每小時；37英里每小時）                               | 1939年11月30日 | ー             | 1947年3月24日下令报废    |
| “塞瓦斯托波尔”号 （俄语：Севастополь）    | 6门381（15英寸）舰炮            | 230（9.1英寸）                      | 42,831公噸（42,155長噸） | 3具螺旋桨，减速齿轮传动的布朗-博韦里蒸汽轮机，32節（59每小時；37英里每小時）                               | 1939年11月5日  | ー             | 1947年3月24日下令报废    |
| “斯大林格勒”号 （俄语：Сталинград）      | 9门305（12英寸）舰炮            | 180（7.1英寸）                      | 42,300公噸（41,632長噸） | 4具螺旋桨，4台TV-4齿轮传动汽轮机，35.5節（65.7每小時；40.9英里每小時），280,600匹指示馬力（209,200千瓦特） | 1951年11月     | 1954年3月16日  | 舰壳被用作靶舰，之后拆解 |
| “莫斯科”号 （俄语：Москва）          | 9门305（12英寸）舰炮            | 180（7.1英寸）                      | 42,300公噸（41,632長噸） | 4具螺旋桨，4台TV-4齿轮传动汽轮机，35.5節（65.7每小時；40.9英里每小時），280,600匹指示馬力（209,200千瓦特） | 1952年9月      | ー             | 1953年拆解               |
|                      | 9门305（12英寸）舰炮            | 180（7.1英寸）                      | 42,300公噸（41,632長噸） | 4具螺旋桨，4台TV-4齿轮传动汽轮机，35.5節（65.7每小時；40.9英里每小時），280,600匹指示馬力（209,200千瓦特） | 1952年10月     | ー             | 1953年拆解               |
| 舰名                           | 主要武器                        | 主要武器                            | 排水量                   | 推进器 | 服役           | 服役           | 服役                     |
| 舰名                           | 反舰导弹                        | 舰炮                                | 排水量                   | 推进器 | 龙骨敷设       | 交付日期       | 结局                     |
| “基洛夫”号           | 20座SS-N-19“船难”反舰导弹发射器 | 2门AK-100型100（3.9英寸）舰炮       | 28,000公噸（27,558長噸） | 2轴核蒸混合动力，2座KN-3型核反应堆和2台GT3A-688蒸汽涡轮机，32節（59每小時；37英里每小時）                  | 1974年3月27日  | 1980年12月30日 | 搁置                     |
| “伏龙芝”号 （俄语：Фрунзе）          | 20座SS-N-19“船难”反舰导弹发射器 | 1门双联装AK-130型130（5.1英寸）舰炮 | 28,000公噸（27,558長噸） | 2轴核蒸混合动力，2座KN-3型核反应堆和2台GT3A-688蒸汽涡轮机，32節（59每小時；37英里每小時）                  | 1978年7月27日  | 1984年10月31日 | 2021年2月报废出售        |
| “加里宁”号 （俄语：Калинин）          | 20座SS-N-19“船难”反舰导弹发射器 | 1门双联装AK-130型130（5.1英寸）舰炮 | 28,000公噸（27,558長噸） | 2轴核蒸混合动力，2座KN-3型核反应堆和2台GT3A-688蒸汽涡轮机，32節（59每小時；37英里每小時）                  | 1983年5月17日  | 1988年12月30日 | 2006年起整修中           |
| “尤里·安德罗波夫”号  | 20座SS-N-19“船难”反舰导弹发射器 | 1门双联装AK-130型130（5.1英寸）舰炮 | 28,000公噸（27,558長噸） | 2轴核蒸混合动力，2座KN-3型核反应堆和2台GT3A-688蒸汽涡轮机，32節（59每小時；37英里每小時）                  | 1986年3月11日  | 1998年4月9日   | 现役                     |
| “库兹涅佐夫”号       | 20座SS-N-19“船难”反舰导弹发射器 | 1门双联装AK-130型130（5.1英寸）舰炮 | 28,000公噸（27,558長噸） | 2轴核蒸混合动力，2座KN-3型核反应堆和2台GT3A-688蒸汽涡轮机，32節（59每小時；37英里每小時）                  | 1989年年中     | ー             | 1990年10月4日取消建造    |

## 美国
美国海军在旗下航速较慢、装甲较薄弱的装甲巡洋舰面对英国皇家海军的无敌级战列巡洋舰落伍十多年後，才于1920年代开始建造一系列战列巡洋舰。然而在军备限制条约的规定下，这些舰只的建造计划被迫放弃，其中有两艘改建为航空母舰。美国海军随后在1940年订购6艘“大型巡洋舰”——历史学家普遍将这些巡洋舰视作是战列巡洋舰——其中只有两艘服役。
起初，美国海军并不相信英国战列巡洋舰的超级速度的重要性，直至在舰队演习和海军战争学院的兵棋推演中评估这种新型舰只，以及1910年代初日本海军投入4艘金刚级战列巡洋舰之后才改变自己的立场。海军部长最初拒绝海军事务委员会关于采购几艘战列巡洋舰的建议，但是舰队演习显示，海军缺乏能够在任何天气下有效地发现和跟踪敌方舰队的战力。而且在海军内部逐渐形成的共识是，战列巡洋舰将是这一角色的理想选择。战列巡洋舰在集中火力攻击敌人舰队的主力舰时非常有效，就像1905年日本装甲巡洋舰在对马海峡海战中对俄国舰队所采取的攻击方案那样。而对战列巡洋舰设想的另一个角色是追踪并摧毁敌人的通商破坏作战部队。1914年末，英国在福克兰群岛海战和次年的多格尔沙洲海战的实战经验证实所有这些能力。
因此美国国会在1916年批准一项大型海军建设计划中，包括6艘列克星敦级战列巡洋舰。然而在1922年《华盛顿海军条约》获得批准之前，没有一艘舰只完成建造。条约签署后，有4艘在船台上被拆解，剩下的两艘被改装成航空母舰。该条约阻止之后15年任何战列巡洋舰的进一步发展，但一些国家还是在1930年代末发展“巡洋舰杀手”舰只，旨在摧毁后《伦敦海军条约》时代的重巡洋舰。这些设计被荷兰和苏联正式定义为战列巡洋舰，而日本和美国则定义为大型巡洋舰。所有这些设计概念都大致相当，通常被称为战列巡洋舰。而美国海军建造阿拉斯加级的主要动力是日本巡洋舰在发生战争时袭击其交通线所造成的威胁。重巡洋舰也是航空母舰进行独立袭击的最可能的水面威胁，所以“巡洋舰杀手”也是理想的航母护航舰。有关日本舰只的报告强化美国海军对这些舰只的需求。其中两艘在1944年服役，但在第二次世界大战后两年就退役。
| 舰名（舷号）                  | 主炮                 | 装甲         | 排水量                   | 推进器                                              | 服役                      | 服役                                          | 服役                                          | 服役                                          |
| 舰名（舷号）                  | 主炮                 | 装甲         | 排水量                   | 推进器                                              | 龙骨敷设                  | 下水日期                                      | 交付日期                                      | 结局                                          |
| ----------------------------- | -------------------- | ------------ | ------------------------ | --------------------------------------------------- | ------------------------- | --------------------------------------------- | --------------------------------------------- | --------------------------------------------- |
| “列克星敦”号 （CV-2，原CC-1） | 8门16英寸            | 7英寸（178） | 44638长吨(45354吨)       | 4具螺旋桨，涡轮电动，33節（61每小時；38英里每小時） | 1921年1月8日              | 1925年10月3日                                 | 1927年12月14日                                | 在珊瑚海战役中沉没，1942年5月8日              |
| “星座”号 （CC-2）             | 8门16英寸            | 7英寸（178） | 44638长吨(45354吨)       | 4具螺旋桨，涡轮电动，33節（61每小時；38英里每小時） | 1920年8月8日              | 1923年8月17日计划取消，作废品出售             | 1923年8月17日计划取消，作废品出售             | 1923年8月17日计划取消，作废品出售             |
| “萨拉托加”号 （CV-3，原CC-3） | 8门16英寸            | 7英寸（178） | 44638长吨(45354吨)       | 4具螺旋桨，涡轮电动，33節（61每小時；38英里每小時） | 1920年9月25日             | 1925年4月7日                                  | 1927年11月16日                                | 作为目标船沉没，1946年7月25日                 |
| “游骑兵”号 （CC-4）           | 8门16英寸            | 7英寸（178） | 44638长吨(45354吨)       | 4具螺旋桨，涡轮电动，33節（61每小時；38英里每小時） | 1921年6月23日             | 1923年8月17日计划取消，同年11月8日作废品出售  | 1923年8月17日计划取消，同年11月8日作废品出售  | 1923年8月17日计划取消，同年11月8日作废品出售  |
| “宪法”号 （CC-5）             | 8门16英寸            | 7英寸（178） | 44638长吨(45354吨)       | 4具螺旋桨，涡轮电动，33節（61每小時；38英里每小時） | 1920年9月25日             | 1923年8月17日计划取消，作为废品出售           | 1923年8月17日计划取消，作为废品出售           | 1923年8月17日计划取消，作为废品出售           |
| “美国”号 （CC-6）             | 8门16英寸            | 7英寸（178） | 44638长吨(45354吨)       | 4具螺旋桨，涡轮电动，33節（61每小時；38英里每小時） | 1920年9月25日             | 1923年8月17日计划取消，同年10月25日作废品出售 | 1923年8月17日计划取消，同年10月25日作废品出售 | 1923年8月17日计划取消，同年10月25日作废品出售 |
| “阿拉斯加”号 （CB-1）         | 9门12英寸（305）舰炮 | 9英寸（229） | 34,253長噸（34,803公噸） | 4具螺旋桨，蒸汽涡轮33節（61每小時；38英里每小時）   | 1941年12月17日            | 1943年8月15日                                 | 1944年6月17日                                 | 1961年6月30日，作为废品出售                   |
| “关岛”号 （CB-2）             | 9门12英寸（305）舰炮 | 9英寸（229） | 34,253長噸（34,803公噸） | 4具螺旋桨，蒸汽涡轮33節（61每小時；38英里每小時）   | 1942年2月2日              | 1943年11月12日                                | 1944年9月17日                                 | 1961年5月24日，作为废品出售                   |
| “夏威夷”号 （CB-3）           | 9门12英寸（305）舰炮 | 9英寸（229） | 34,253長噸（34,803公噸） | 4具螺旋桨，蒸汽涡轮33節（61每小時；38英里每小時）   | 1943年12月20日            | 1945年11月3日                                 | 不适用                                        | 1959年4月15日，作为废品出售                   |
| “菲律宾”号 （CB-4）           | 9门12英寸（305）舰炮 | 9英寸（229） | 34,253長噸（34,803公噸） | 4具螺旋桨，蒸汽涡轮33節（61每小時；38英里每小時）   | 1943年6月24日开工前被取消 | 1943年6月24日开工前被取消                     | 1943年6月24日开工前被取消                     | 1943年6月24日开工前被取消                     |
| “波多黎各”号 （CB-5）         | 9门12英寸（305）舰炮 | 9英寸（229） | 34,253長噸（34,803公噸） | 4具螺旋桨，蒸汽涡轮33節（61每小時；38英里每小時）   | 1943年6月24日开工前被取消 | 1943年6月24日开工前被取消                     | 1943年6月24日开工前被取消                     | 1943年6月24日开工前被取消                     |
| “萨摩亚”号 （CB-6）           | 9门12英寸（305）舰炮 | 9英寸（229） | 34,253長噸（34,803公噸） | 4具螺旋桨，蒸汽涡轮33節（61每小時；38英里每小時）   | 1943年6月24日开工前被取消 | 1943年6月24日开工前被取消                     | 1943年6月24日开工前被取消                     | 1943年6月24日开工前被取消                     |

## 澳大利亚
“澳大利亚”号是为保卫大英帝国而建造的三艘不倦级战列巡洋舰之一。1909年由澳大利亚政府下订单，1911年下水，并作为羽翼未丰的澳大利亚皇家海军的旗舰。在1913年。“澳大利亚”号成为澳大利亚皇家海军史上唯一一艘主力舰。
第一次世界大战开始时，“澳大利亚”号的任务是寻找并摧毁德国的东亚分舰队，这支部队由于巡洋舰的存在而被迫从太平洋撤退。为了支援占领新几内亚和萨摩亚的德国殖民地，以及海军部谨小慎微的作风，使得该舰多次调转航向，以至于在德军舰队最终被消灭之前都未曾与之交战过。“澳大利亚”号随后被派往北海执行任务，主要包括巡逻和演习，直到战争结束。在此期间，“澳大利亚”号参与了海军航空兵的早期试验，11名澳大利亚人员参与了齐布吕格突袭行动。由于此前与其姊妹舰“新西兰”号发生相撞事故而返回船坞正在进行维修中，该舰没有参加日德兰战役。“澳大利亚”号记载中只开过两次火，一次是1915年1月对一艘德国商船，另一次是1917年12月对一艘疑似潜艇。
当该舰返回澳大利亚水域后，舰上的几名海员因申请额外的一天假期以前往弗里曼特尔遭到拒绝而发动哗变。是次哗变的其他诱因包括战争期间很少休假，薪酬问题，以及人们认为皇家海军人员比澳大利亚水手更有可能获得晋升等等。战后的军费预算削减使得“澳大利亚”号的服役角色一度降格为训练船，直到1921年被转为为预备役。应《华盛顿海军条约》的裁军条款要求，作为大英帝国承诺的一部分，“澳大利亚”号必须被销毁。1924年，该舰在悉尼港被凿沉。
| 舰名         | 主炮             | 装甲           | 排水量                   | 推进器                                                | 服役          | 服役      | 服役              |
| 舰名         | 主炮             | 装甲           | 排水量                   | 推进器                                                | 龙骨敷设      | 交付日期  | 结局              |
| ------------ | ---------------- | -------------- | ------------------------ | ----------------------------------------------------- | ------------- | --------- | ----------------- |
| “澳大利亚”号 | 8门12英寸（305） | 9.0英寸（229） | 18,500公噸（18,208長噸） | 4具螺旋桨，蒸汽涡轮机，25節（46每小時；29英里每小時） | 1910年6月23日 | 1913年6月 | 1924年4月12日凿沉 |

## 法国
在1914年第一次世界大战爆发前的几年里，法国海军曾考虑了几项关于战列巡洋舰的建造建议。最终法国海军发布了一款战列巡洋舰设计计划的规格，该计划旨在1920年之前完成28艘主力舰的部分建造工程。1913年，设计方们完成了三项设计方案，一项由皮埃尔·吉尔（Pierre Gille）设计，另两项由海军中尉迪朗-维耶尔设计。所有三项设计都类似于现代战列舰，尤其是诺曼底级战列舰的设计思路。这些设计方案都引入了四联装炮塔的主炮，前两种使用的是相同的340（13.4英寸）舰炮，最后一种使用的则是370（15英寸）舰炮。虽然设计研究已然完成，但法国海军在一战开始前没有授权或开始建造计划中的任何舰只。
| 舰名               | 主炮                | 装甲          | 排水量                   | 推进器                                              | 服役       | 服役       | 服役       |
| 舰名               | 主炮                | 装甲          | 排水量                   | 推进器                                              | 龙骨敷设   | 交付日期   | 结局       |
| ------------------ | ------------------- | ------------- | ------------------------ | --------------------------------------------------- | ---------- | ---------- | ---------- |
| 吉尔设计案         | 12门340（13.4英寸） | 11英寸（280） | 28,247公噸（27,801長噸） | 4具螺旋桨，蒸汽轮机，28節（52每小時；32英里每小時） | 仅设计研究 | 仅设计研究 | 仅设计研究 |
| 迪朗-维耶尔设计案A | 8门340（13.4英寸）  | 11英寸（280） | 27,500公噸（27,066長噸） | 4具螺旋桨，蒸汽轮机，28節（52每小時；32英里每小時） | 仅设计研究 | 仅设计研究 | 仅设计研究 |
| 迪朗-维耶尔设计案B | 8门370（14.6英寸）  | 11英寸（280） | 27,500公噸（27,066長噸） | 4具螺旋桨，蒸汽轮机，28節（52每小時；32英里每小時） | 仅设计研究 | 仅设计研究 | 仅设计研究 |

## 荷兰
20世纪30年代，日本侵占满洲后，荷兰日益担忧其荷属东印度群岛的安全。这片包含爪哇、苏门答腊等岛屿的殖民地承载着超过五十万荷兰移民的生活，更是全球第四大石油出口地及重要橡胶产区。面对潜在的日本威胁，荷兰皇家海军在东印度群岛仅部署了陈旧的“苏腊巴亚”号岸防舰，主要依赖三艘轻巡洋舰和潜艇舰队承担防御任务。海军高层预判日本主力舰将被美英牵制，但清醒认识到己方巡洋舰无论性能或数量均远逊于日本——据估算，至1944年日本将拥有45艘巡洋舰，而荷兰仅有5艘老旧舰艇。
严峻形势迫使荷兰于1939年启动战列巡洋舰计划，旨在建造三艘能压制日本巡洋舰的“超级巡洋舰”。作为非海军条约缔约国，荷兰突破万吨排水量与主炮口径限制，计划打造配备九门280毫米主炮的强力舰船。1939年2月国防部长范·迪克正式下令设计，要求战舰具备32节航速、4500海里续航及全面防护能力。由于缺乏现代战舰设计经验，荷兰向德国寻求沙恩霍斯特级的技术援助，但谈判因德国苛刻的补偿条款及拒绝提供核心图纸陷入僵局。
设计过程充满挑战：荷兰本土方案被指装甲布局落后二十五年，动力系统与弹药库的空间矛盾始终难解。1940年2月项目终获批准，计划配属新建浮船坞并升级泗水海军基地。为攻克水下防护技术瓶颈，荷兰转向意大利考察“维托里奥·维内托”号，却因意方保密政策收获有限。至1940年4月19日，融合德国装甲布局与四轴推进系统的最终设计定型，其120毫米高平两用副炮体系被认为优于沙恩霍斯特级的分置火炮。然而五天后德军入侵荷兰，未完成的设计图纸永远封存于战火之中。这份寄托着荷兰海疆防御希望的1047型战列巡洋舰计划，最终与1913年无畏舰计划共同成为荷兰海军史上两次因世界大战夭折的主力舰之梦。
| 舰名       | 主炮                         | 装甲           | 排水量                   | 推进器 | 服役     | 服役              | 服役                    |
| 舰名       | 主炮                         | 装甲           | 排水量                   | 推进器 | 龙骨敷设 | 交付日期 （计划） | 结局                    |
| ---------- | ---------------------------- | -------------- | ------------------------ | --- | -------- | ----------------- | ----------------------- |
| 1047设计案 | 9门280（11.0英寸）45倍径舰炮 | 225（8.9英寸） | 27,988公噸（27,546長噸） | 4具螺旋桨，8座燃油锅炉驱动4台蒸汽涡轮机，34節（63每小時；39英里每小時），180,000匹指示馬力（130,000千瓦特） | ー       | 1944年            | 1940年5月德国入侵后取消 |

## 奥匈帝国
自日德兰海战爆发前后到1918年初，奥匈帝国海军提出了一系列以战列巡洋舰为主的主力舰设计方案。首先是1915年末至1916年初的I项目，这一项目基于1912年的君主代舰级/改进型特格特霍夫级战列舰设计，有前后六种不同的方案，其中Ia方案采用3座三联装350（13.8英寸）主炮，而其他方案都采用了4座双联装350（13.8英寸）主炮。Ia方案的炮塔全部位于中轴线上，而Ic方案的2座中部炮塔向两侧偏移，呈梯队排列以实现同时对舰首和舰尾方向的火力覆盖。Id、Ie以及If方案基本相同，仅在副炮塔的位置上有所区别。1917年夏，在Ia方案基础上又形成了II项目，主要改动是将三联装炮塔替换为双联装并将主炮口径从350毫米增加到380毫米，第二座炮塔则被置于两座锅炉舱之间以提高轮机舱的防护能力。IV项目是流线型且加长版的II项目，此外还引入了重装甲炮塔的两用防空武器。1917年末至1918年初提出的VI项目在IV项目基础上将主炮口径再次增大至420毫米，采用两座双联装炮塔布局并进一步优化舰体设计。最终这些设计都仅停留在纸面上。
| 舰名   | 主炮                                                          | 装甲           | 排水量                   | 推进器                                                | 服役     | 服役     | 服役                                   |
| 舰名   | 主炮                                                          | 装甲           | 排水量                   | 推进器                                                | 龙骨铺设 | 交付日期 | 结局                                   |
| ------ | ------------------------------------------------------------- | -------------- | ------------------------ | ----------------------------------------------------- | -------- | -------- | -------------------------------------- |
| I项目  | 4座双联装350（13.8英寸）； 3座三联装350（13.8英寸）（Ia方案） | 225（8.9英寸） | 34,000公噸（33,463長噸） | 4具螺旋桨，蒸汽涡轮机，30節（56每小時；35英里每小時） | ー       | ー       | 1915至1916年间六种主炮布局设计研究方案 |
| II项目 | 3座双联装380（15.0英寸）                                      | 225（8.9英寸） | 34,000公噸（33,463長噸） | 4具螺旋桨，蒸汽涡轮机，30節（56每小時；35英里每小時） | ー       | ー       | 仅1917年一个设计研究方案               |
| IV项目 | 3座双联装380（15.0英寸）                                      | 225（8.9英寸） | 36,000公噸（35,431長噸） | 4具螺旋桨，蒸汽涡轮机，30節（56每小時；35英里每小時） | ー       | ー       | 仅1917年一个设计研究方案               |
| VI项目 | 两座双联装420（16.5英寸）                                     | 225（8.9英寸） | 36,000公噸（35,431長噸） | 4具螺旋桨，蒸汽涡轮机，30節（56每小時；35英里每小時） | ー       | ー       | 仅1917年一个设计研究方案               |

## 脚注

### 引文
1. 1 2  日本海人社 (2010)，第24頁.
2. 1 2  日本海人社 (2010)，第14頁.
3. 1 2  Roberts (1997)，第19–25頁.
4. 1 2 3 4 5  日本海人社 (2010)，第49頁.
5. 1 2  Herwig (1980)，第60頁.
6. ↑  Gardiner & Gray (1985)，第24–41, 151–155頁.
7. ↑  . Ship histories. Royal Australian Navy.   [2012-10-05].
8. 1 2 3 4 5 6 7  Jackson (2000)，第48頁.
9. ↑  现代舰船 2008.05A，第43頁
10. ↑  McLaughlin (2003)，第332–337頁.
11. 1 2 3 4 5 6 7 8 9 10 11  Gardiner & Gray (1985)，第200頁.
12. 1 2  王子午 & 许涛 (2013)，第18頁.
13. 1 2 3 4 5 6 7 8 9 10 11 12  Gardiner & Gray (1985)，第119頁.
14. ↑  江泓 & 英国战列巡洋舰全史，第14頁.
15. 1 2  日本海人社 (2010)，第53頁.
16. ↑  Staff (2006)，第8–37頁.
17. ↑  刘怡 2010，第311頁
18. 1 2 3 4  日本海人社 2010，第219頁
19. ↑  Gardiner & Gray (1985)，第41, 155–156頁.
20. ↑  Herwig (1980)，第256頁.
21. ↑  江泓 & 英国战列舰全史 1914-1960，第117頁
22. 1 2  Hone (2011)，第11–14頁.
23. ↑  Burt (1993)，第314–315頁.
24. 1 2 3 4 5 6 7 8 9 10 11 12 13  Gardiner & Gray (1985)，第235頁.
25. 1 2 3  刘怡 (2010)，第420頁.
26. 1 2  Sturton (1987)，第49頁.
27. ↑  Gardiner & Gray (1985)，第234頁.
28. ↑  日本海人社 (2010)，第110頁.
29. 1 2  日本海人社 (2010)，第106頁.
30. 1 2  英军战列巡洋舰 1939-1945，第2頁
31. ↑  江泓 & 英国战列巡洋舰全史，第170頁.
32. ↑  Burt (1993)，第308–313頁.
33. 1 2  Burt (1986)，第301–302頁.
34. ↑  日本海人社 (2010)，第50頁.
35. 1 2  舰载武器 2007.1，第67頁.
36. ↑  章骞 (2013)，第89頁.
37. ↑  朱协 (1983)，第680頁.
38. 1 2  Gardiner & Gray (1985)，第391頁.
39. ↑  世界近代巡洋舰史，第164頁
40. ↑  Gardiner & Chesneau (1980)，第122, 178頁.
41. ↑  Gardiner & Chesneau (1980)，第122頁.
42. 1 2 3 4 5  刘怡 (2010)，第422頁.
43. ↑  McLaughlin (2006)，第116, 119–120頁.
44. 1 2 3  世界近代巡洋舰史，第214頁
45. ↑  Gardiner (1995)，第328頁.
46. ↑  Krupnick (2001)，第44頁.
47. ↑  Koop & Schmolke (1998)，第4頁.
48. ↑  Gardiner & Chesneau (1980)，第259頁.
49. ↑  Bidlingmaier (1971)，第73–74頁.
50. ↑  Gröner (1990)，第ix頁.
51. ↑  江泓 & 英国战列舰全史 1906-1914，第2頁.
52. ↑  江泓 & 英国战列巡洋舰全史，第5頁.
53. ↑  刘怡 2010，第206頁
54. ↑  Gardiner 2001，第24–25頁
55. ↑  日本海人社 (2010)，第26頁.
56. ↑  张国良 (2009)，第72頁.
57. 1 2  江泓 & 英国战列巡洋舰全史，第98頁.
58. 1 2  日本海人社 (2010)，第102頁.
59. ↑  英军战列巡洋舰 1939-1945，第4頁
60. ↑  Gardiner (2001)，第16–17, 24頁.
61. ↑  日本海人社 (2010)，第104頁.
62. ↑  Roberts (1997)，第76, 83, 112–113頁.
63. ↑  王子午 & 许涛 (2013)，第96頁.
64. ↑  Burt (1986)，第291–315頁.
65. ↑  Raven & Roberts (1976)，第60–70頁.
66. ↑  Raven & Roberts (1976)，第90–101頁.
67. ↑  Campbell (1978)，第64, 67–68, 72頁.
68. 1 2 3 4 5 6 7 8 9  Roberts 1997，第83頁
69. 1 2 3 4 5  Roberts 1997，第112頁
70. 1 2 3  Roberts 1997，第44頁
71. 1 2 3 4 5 6 7 8 9  Roberts 1997，第76頁
72. ↑  胡元文 (2010)，第97頁.
73. 1 2  萨苏 & 章骞 2010，第245頁
74. 1 2 3 4 5 6 7 8 9 10  江泓 & 英国战列巡洋舰全史，第11頁
75. 1 2 3 4 5 6 7 8 9 10 11 12 13 14 15 16 17 18  Roberts 1997，第41頁
76. 1 2 3  Roberts 1997，第122頁
77. ↑  Roberts (1997)，第76-77頁.
78. 1 2 3 4 5 6  江泓 & 英国战列巡洋舰全史，第40頁
79. ↑  Roberts (1997)，第76, 80頁.
80. 1 2 3 4 5 6 7 8 9 10  Roberts 1997，第123頁
81. ↑  北京未来新世纪教育科学研究所 (2006)，第51頁.
82. ↑  胡元文 (2010)，第100頁.
83. ↑  江泓 & 英国战列巡洋舰全史，第78頁
84. ↑  胡元文 (2010)，第98頁.
85. 1 2  Roberts 1997，第45頁
86. 1 2 3  江泓 & 英国战列巡洋舰全史，第96頁
87. ↑  章骞 (2013)，第15頁.
88. ↑  胡元文 (2010)，第101頁.
89. ↑  江泓 & 英国战列巡洋舰全史，第128頁
90. 1 2 3  Roberts 1997，第113頁
91. 1 2 3 4  Roberts 1997，第65頁
92. ↑  Roberts (1997)，第81頁.
93. 1 2 3 4 5 6 7 8 9 10 11 12 13 14 15  Roberts 1997，第63頁
94. 1 2 3 4  英军战列巡洋舰 1939-1945，第5頁
95. 1 2  英军战列巡洋舰 1939-1945，第8頁
96. ↑  101种最经典的战舰，第34頁.
97. 1 2  英军战列巡洋舰 1939-1945，第12頁
98. ↑  Roberts (1997)，第76, 79頁.
99. ↑  百年军舰画集，第41頁
100. ↑  英军战列巡洋舰 1939-1945，第35頁
101. ↑  Raven & Roberts (1976)，第75頁.
102. ↑  Roberts (1997)，第61頁.
103. 1 2 3 4  章骞 2012，第125頁
104. 1 2 3 4  Raven & Roberts 1976，第101頁
105. ↑  章骞 (2012)，第122頁.
106. 1 2  章骞 2012，第123頁
107. ↑  Raven & Roberts (1976)，第98頁.
108. ↑  Raven & Roberts (1976)，第108頁.
109. 1 2  Staff (2006)，第3頁.
110. ↑  Herwig (1980)，Tables 13 & 18.
111. ↑  Herwig (1980)，Table 26.
112. ↑  Sturton (1987)，第41–42頁.
113. ↑  章骞 (2013)，第80頁.
114. 1 2 3  日本海人社 2010，第54頁
115. ↑  新华，第393頁.
116. ↑  吴世民，第19頁.
117. ↑  章骞 (2013)，第445頁.
118. ↑  Hore (2006)，第71頁.
119. ↑  日本海人社 (2010)，第52頁.
120. ↑  PPxia (2013)，第22頁.
121. 1 2 3 4  GUNNM，第18頁.
122. ↑  Tarrant，第147–149頁.
123. ↑  Hore (2006)，第71–73頁.
124. ↑  Hore (2006)，第72頁.
125. ↑  Churchill，第245頁.
126. ↑  Vandervat (1988)，第82頁.
127. ↑  Garzke & Dulin (1976)，第127頁.
128. ↑  Gröner (1990)，第31頁.
129. ↑  BR 1736(48)(2). . Naval Staff History Second World War. Historical Section Admiralty. 1961-11-20: 14–15 （英语）.
130. ↑  Jane's Fighting Ships 1940，第212–213頁.
131. ↑  Sturton (1987)，第43頁.
132. 1 2 3 4 5 6 7 8 9 10 11  Gröner (1990)，第54頁.
133. 1 2  Gröner (1990)，第53頁.
134. 1 2 3  Staff (2006)，第5頁.
135. ↑  周定国 (2007)，第825頁.
136. ↑  路西法B，第39頁.
137. 1 2  日本海人社 2010，第50頁
138. 1 2 3 4  Staff (2006)，第12頁.
139. 1 2 3 4  雄魂，第61頁.
140. 1 2  Staff 2006，第12頁
141. 1 2 3 4 5  Gröner (1990)，第55頁.
142. ↑  雄魂，第63頁.
143. ↑  雄魂，第69頁.
144. 1 2 3 4 5 6 7 8  Gröner (1990)，第56頁.
145. 1 2  日本海人社 2010，第52頁
146. 1 2  Staff (2006)，第21頁.
147. ↑  Staff (2006)，第22頁.
148. ↑  Gröner (1990)，第23-30頁.
149. 1 2  Gröner (1990)，第57頁.
150. ↑  Sturton (1987)，第37頁.
151. 1 2 3 4 5 6 7 8 9  日本海人社 (2010)，第54頁.
152. 1 2 3 4 5 6  Staff (2006)，第35頁.
153. ↑  Staff (2006)，第39頁.
154. ↑  Gardiner & Gray (1985)，第154頁.
155. ↑  Staff (2006)，第42頁.
156. 1 2 3 4 5 6 7 8 9 10 11 12 13  Gröner (1990)，第58頁.
157. ↑  斯塔夫，第178–179頁.
158. ↑  Hildebrand, Röhr & Steinmetz，第238頁
159. 1 2 3 4 5  Gröner (1990)，第59頁.
160. 1 2 3 4  Gröner (1990)，第68頁.
161. ↑  科京 (2005)，第40頁.
162. 1 2  刘怡 (2010)，第211頁.
163. ↑  刘怡 (2010)，第212頁.
164. ↑  科京 (2005)，第42頁.
165. ↑  Stille (2008)，第4頁.
166. ↑  Evans & Peattie (1997)，第150頁.
167. ↑  Stille (2008)，第7頁.
168. ↑  国际展望 2004.13，第46頁.
169. ↑  国际展望 2004.04，第47頁.
170. ↑  Evans & Peattie (1997)，第360頁.
171. ↑  史蒂夫，第207頁
172. ↑  Jackson (2000)，第121頁.
173. ↑  Wheeler 1980，第183頁
174. ↑  Jackson (2000)，第129頁.
175. ↑  McCurtie (1989)，第185頁.
176. ↑  王早 (2008)，第83頁.
177. 1 2 3 4 5 6 7 8 9 10 11 12  Stille 2008，第15頁
178. 1 2 3 4 5  日本海人社 2010，第134頁
179. 1 2 3 4 5 6 7 8 9  福井静夫著作集第1巻 日本戦艦物語I，第213-234頁，金剛型の建造
180. 1 2 3 4 5 6 7 8 9 10 11 12 13 14 15 16  Lengerer，第145頁
181. 1 2 3  歴史群像太平洋戦史シリーズ21 金剛型戦艦，插图
182. ↑  Wheeler 1980，第183頁
183. ↑  史蒂夫，第207頁
184. 1 2 3  歴史群像太平洋戦史シリーズ21 金剛型戦艦，第71-83頁，「日本初の超弩級金剛型の誕生」
185. ↑  Schom (2004)，第417頁.
186. 1 2  Stille 2008，第20頁
187. ↑  史蒂夫，第204頁
188. ↑  帝国海軍の礎　八八艦隊計画，第94頁.
189. ↑  帝国海軍の礎　八八艦隊計画，第100頁.
190. ↑  海軍造船技術概要，第215頁.
191. ↑  海軍造船技術概要，第217頁.
192. ↑  横須賀海軍工廠史(3)，第249頁(大正十年紀)「一、本年中主ナル艦船新造工事左ノ如シ …|訓令年月日|八、一一、一七| |工事名称|巡洋戦艦天城製造| |着手|九、一二、一六| |竣工|一〇、一一 建造中止|…
193. ↑  戦史叢書31海軍軍戦備1，第251頁.
194. ↑  幕末以降帝国軍艦写真と史実p.116『赤城(あかぎ)【二代】|艦種 航空母艦|艦名考 初代赤城の項参照(p.45)。|艦歴 此の艦は巡洋戰艦として大正9年12月6日呉工廠に於いて起工の處、海軍々備制限に關する華府條約の結果に由り、同12年11月19日航空母艦に改造することと爲り、昭和2年3月25日竣工。｜要目 長232.56米|幅28.04米|吃水6.45米|排水量26.900噸|機關 タルビン艦本式罐19臺|馬力131,000|速力28.5|兵装 20cm砲10 12糎高角砲12|起工大正9-12-6|進水14-4-22|竣工昭和2-3-25|建造所 呉工廠』
195. ↑  軍艦天城愛宕高雄製造一件(製造取止め)(2)，第6-7頁
196. ↑  軍艦天城愛宕高雄製造一件(製造取止め)(2)，第24-31頁
197. ↑  Garzke & Dulin (1985)，第86頁.
198. 1 2  Lacroix and Wells II，第829頁
199. 1 2  Garzke & Dulin (1985)，第84–85頁.
200. 1 2  Jentschura 1977，第40頁
201. ↑  McLaughlin 2003，第244頁
202. ↑  Roberts (1997)，第18頁.
203. ↑  日本海人社 2010，第94頁
204. ↑  Burt (1986)，第251頁.
205. ↑  Taras 2000，第39頁
206. ↑  日本海人社 2010，第184頁
207. ↑  McLaughlin (2004)，第99–117頁.
208. ↑  McLaughlin (2006)，第102–23頁.
209. ↑  Anthony (2015)，Chapter Three Grisha to Udaloy Class Warships.
210. ↑  McLaughlin 2003，第243–244頁
211. ↑  舰载武器 2006.06，第56頁
212. ↑  McLaughlin 2003，第252頁
213. 1 2 3  舰载武器 2006.06，第57頁
214. ↑  McLaughlin 2003，第243–244頁
215. ↑  McLaughlin 2003，第243–244頁
216. 1 2 3 4 5 6 7 8  McLaughlin 2003，第248–249頁
217. ↑  Breyer 1992，第114頁
218. 1 2 3  McLaughlin 2003，第332–335頁
219. ↑  舰载武器 2006.06，第58頁
220. ↑  McLaughlin 2004，第111頁
221. ↑  兵器知识 2016.07，第75頁
222. 1 2  McLaughlin 2004，第109頁
223. ↑  兵器知识 2016.07，第77頁
224. ↑  McLaughlin 2004，第107, 112頁
225. ↑  兵器知识 2016.07，第76頁
226. 1 2 3 4  McLaughlin 2004，第112, 114頁
227. 1 2  兵器知识 2016.07，第78頁
228. 1 2  McLaughlin 2006，第110–111頁
229. ↑  McLaughlin 2006，第114頁
230. ↑  McLaughlin 2006，第115頁
231. 1 2 3 4  McLaughlin 2006，第116頁
232. 1 2 3  现代舰船 2008.11A，第38頁
233. 1 2 3  McLaughlin 2006，第118頁
234. ↑  McLaughlin (2006)，第119–120頁.
235. 1 2 3 4 5 6 7  Jackson (2006)，第409–411頁.
236. 1 2 3  现代舰船 2008.12A，第26頁
237. 1 2  现代舰船 2010.01A，第43頁
238. 1 2 3 4 5 6 7 8  . globalsecurity.org. 2016-01-30  [2016-10-24] （英语）.
239. 1 2 3 4  现代舰船 2010.01A，第42頁
240. ↑   [Nuclear cruiser "Admiral Lazarev" sent for recycling]. Interfax. 2021-02-18  [2021-08-20]. （原始内容存档于2021-02-18） （俄语）.
241. ↑  White, Ryan. . Naval Post. 2021-05-06  [2021-08-27]. （原始内容存档于2022-02-11）.
242. ↑  舰载武器 2003.03，第48頁
243. 1 2  现代舰船 2008.12A，第25頁
244. ↑  二战后世界巡洋舰全览，第195-198頁.
245. ↑  CIA (1990)，第8頁.
246. ↑  现代舰船 2010.01A，第42頁
247. ↑  Hone (2011)，第8–11頁.
248. ↑  Friedman，第288頁.
249. ↑  Worth (2002)，第305頁.
250. ↑  McMurtrie，第292頁.
251. ↑  Friedman，第288, 291頁.
252. ↑  Garzke & Dulin (1976)，第185, 187頁.
253. 1 2 3  Hone (2011)，第25頁.
254. 1 2  . Dictionary of American Naval Fighting Ships. Naval History & Heritage Command（英语：Naval History & Heritage Command） (NH&HC).   [2012-04-14]. （原始内容存档于2004-03-16）.
255. ↑  . Navy Department, Naval Historical Center. 2004-02-26  [2012-04-15]. （原始内容存档于2008-10-08）.
256. 1 2 3  . Dictionary of American Naval Fighting Ships. NH&HC.   [2012-04-14]. （原始内容存档于2012-01-23）.
257. ↑  . Dictionary of American Naval Fighting Ships. NH&HC.   [2012-04-14]. （原始内容存档于2012-11-03）.
258. ↑  . Navy Department, Naval Historical Center. 2000-02-20  [2012-04-15]. （原始内容存档于2012-03-15）.
259. ↑  . Dictionary of American Naval Fighting Ships. NH&HC.   [2012-04-14]. （原始内容存档于2012-02-07）.
260. 1 2 3 4 5 6  Whitley (1995)，第276頁.
261. 1 2 3  Garzke & Dulin (1976)，第185頁.
262. 1 2 3 4  Garzke & Dulin (1976)，第187頁.
263. 1 2  Whitley (1995)，第279頁.
264. ↑  Garzke & Dulin (1976)，第190頁.
265. ↑  Roberts (1997)，第28–29頁.
266. ↑  Stevens & Reeve (2005)，第172頁.
267. 1 2  Kerr (2004)，第1頁.
268. 1 2  Jose (1941)，第128頁.
269. ↑  Stevens (2001)，第51頁.
270. ↑  Jose (1941)，第281頁.
271. ↑  Jose (1941)，第274頁.
272. ↑  Stevens (2001)，第37頁.
273. ↑  Frame (2000)，第102頁.
274. ↑  Frame (2000)，第98-99頁.
275. ↑  Stevens & Reeve (2005)，第180頁.
276. ↑  Stevens & Reeve (2005)，第182–183頁.
277. 1 2 3 4 5 6 7  Gardiner & Gray (1985)，第26頁.
278. ↑  Jordan & Caresse 2017，第162頁.
279. ↑  Le Masson (1985)，第150–151, 152, 155頁.
280. ↑  Le Masson (1985)，第152–155頁.
281. ↑  Le Masson (1985)，第150頁.
282. ↑  Jordan & Caresse (2017)，第207–208頁.
283. 1 2  Worth (2002)，第218頁.
284. ↑  Morison (1948)，第281–282頁.
285. ↑  Arima, Yuichi. . ICE Case Studies Number 118. American University. December 2003  [2009-02-27]. （原始内容存档于2009-02-06）.
286. ↑  Noot (1980)，第244頁.
287. ↑  Gardiner & Chesneau (1980)，第174, 187–191, 387–389頁.
288. ↑  Bennighof, Mike. . Avalanche Press. 2005-11  [2009-02-17]. （原始内容存档于2024-09-14）.
289. 1 2  雄魂 (2017)，第72頁.
290. 1 2 3  Noot (1980)，第245頁.
291. ↑  Garzke & Dulin (1985)，第154頁.
292. ↑  Noot (1980)，第253頁.
293. ↑  Gardiner & Gray (1984)，第365頁.
294. ↑  Garzke & Dulin (1985)，第158頁.
295. 1 2 3  Noot (1980)，第268頁.
296. ↑  Garzke & Dulin (1985)，第155頁.
297. ↑  Bennighof, Mike. . Avalanche Press. 2005-11  [2009-02-17]. （原始内容存档于2024-09-14）.
298. ↑  DiGiulian, Tony. . Navweaps.com. 2008-11-20  [2009-02-25]. （原始内容存档于2009-07-26）.
299. ↑  DiGiulian, Tony. . Navweaps.com. 2006-10-09  [2009-02-17]. （原始内容存档于2009-03-23）.
300. ↑  Gardiner & Gray (1984)，第366頁.
301. ↑  雄魂 (2017)，第78頁.
302. 1 2 3  王义山 (2012)，第148頁.
303. ↑  Noot (1980)，第270頁.
304. ↑  Noot (1980)，第253–256頁.
305. ↑  Gardiner & Gray (1985)，第388頁.
306. 1 2 3 4 5 6  Sieche (2002)，第401-441頁.